# Neuralgische Amyotrophie
Die Neuralgische Amyotrophie ist eine sehr seltene Erkrankung der peripheren Nerven mit heftigsten Schmerzen und Muskelschwäche bis Muskelatrophie in den oberen Extremitäten und langsamer Erholung über Monate bis Jahre.
Es sind zwei Formen zu unterscheiden:
- idiopathische Form (INA), s. Neuralgische Schulteramyotrophie
- erbliche Form (HNA), s. Hereditäre Neuralgische Amyotrophie

Die Erstbeschreibung stammt aus dem Jahre 1960 durch R. A. Taylor.

## Verbreitung
Die Häufigkeit wird mit 1–5 zu 10.000 angegeben.

## Klinische Erscheinungen
Die Erkrankung kann in jedem Alter auftreten, bei Männern häufiger als bei Frauen, die angeborene früher als die idiopathische Form, ansonsten bestehen klinisch keine Unterschiede.

## Differentialdiagnose
Abzugrenzen sind:
- Neuroborreliose
- zervikale Radikulopathie
- Pancoast-Syndrom